# 난징시 (중화민국)

중화민국 난징시의 위치

난징시(중국어: 南京市)는 1927년부터 1949년 사이에 설치되었던 중화민국의 12개 직할시 중 하나이다. 관할 구역은 현재의 난징시보다 작았다.